# Promenade (The Divine Comedy)
Promenade è il terzo album in studio del gruppo musicale nordirlandese The Divine Comedy, pubblicato nel 1994.

## Tracce
1. Bath – 4:10
2. Going Downhill Fast – 2:33
3. The Booklovers – 5:51
4. A Seafood Song – 3:29
5. Geronimo – 1:53
6. Don't Look Down – 4:48
7. When the Lights Go Out All Over Europe – 3:29
8. The Summerhouse – 4:15
9. Neptunes Daughter – 4:49
10. A Drinking Song – 4:37
11. Ten Seconds to Midnight – 2:10
12. Tonight We Fly – 3:01
13. Ode to the Man – 0:15